# Ortnamnen i Göteborgs och Bohus län
Ortnamnen i Göteborgs och Bohus län är en serie avhandlingar som ges ut av Dialekt-, ortnamns- och folkminnesarkivet i Göteborg.
- 1. Ortnamnen i Sävedals härad jämte gårds- och kulturhistoriska anteckningar. Av Hjalmar Lindroth och David Palm. 1923.
- 2:1 Ortnamnen på Göteborgs stads område (och i Tuve socken) jämte gårds- och kulturhistoriska anteckningar. Första häftet. Av Hjalmar Lindroth. 1925.
- 2:2 Ortnamnen på Göteborgs stads område (och i Tuve socken) jämte gårds- och kulturhistoriska anteckningar. Andra häftet. Av Hjalmar Lindroth. 1927.
- 2:3 Ortnamnen på Göteborgs stads område (och i Tuve socken) jämte gårds- och kulturhistoriska anteckningar. Tredje häftet. Av Hjalmar Lindroth. 1929.
- 3. Ortnamnen i Askims härad och Mölndals stad jämte gårds- och kulturhistoriska anteckningar. Av Hjalmar Lindroth, Ivar Lundahl och David Palm. 1932.
- 4. Ortnamnen i V Hisings härad. Av Hjalmar Lindroth. 1935.
- 5. Ortnamnen i Inlands S härad jämte Kungälvs och Marstrands städer. Av Assar Janzén.
- 6:1. Ortnamnen i Inlands Nordre Härad. 1. Bebyggelsenamn. Av Assar Janzén. 1972.
- 6:2. Ortnamnen i Inlands Nordre härad. 2. Naturnamn. Av Assar Janzén. 1975.
- 7. Ortnamnen i Tjörns härad. Av Verner Ekenvall. 1992.
- 8. Ortnamnen i Orusts Västra härad. Av David Palm. 1963.
- 9. Ortnamnen i Orusts Östra härad. Av Assar Janzén. 1940.
- 10. Ortnamnen i Inlands Torpe härad. Av Assar Janzén. 1942.
- 11. Ortnamnen i Inlands Fräkne härad. Av Verner Ekenvall. 1951.
- 12.1. Ortnamnen i Lane härad. 1. Bäve och Lane-Ryrs socknar samt Uddevalla stad. Av Carl Sigfrid Lindstam med bidrag av David Palm och Hugo Karlsson. 1966.
- 12.2. Ortnamnen i Lane härad. 2. Bokenäs, Dragsmarks, Herrestads, Högås samt Skredsviks socknar. Av David Palm. 1978.
- 14. Ortnamnen i Sotenäs härad. 2 Naturnamn. Av Birgit Falck-Kjällquist. 2009.
- 15. Ortnamnen i Tunge härad. Av Gunnar Drougge. 2002.
- 16. Ortnamn i Kville härad. Av Assar Janzén. 1945.
- 17. Ortnamnen i Sörbygdens härad. Av Gunnar Drougge. 1969.
- 18. Ortnamnen i Bullarens härad. Av Gunnar Drougge 1938.
- 19. Ortnamnen i Tanums härad. 2 Naturnamn. Av Maria Löfdahl. 2006.
- 20. Ortnamnen i Vätte härad. 1. Skee socken. Av Gustaf Sohlberg. 1943-1944.
- 20. Ortnamnen i Vätte härad. 2. Hogdals, Lommelands, Näsinge och Tjärnö socknar samt Strömstads stad. Av Gunnar Drougge. 1958.